# موریتس ناتسیونال پارک
موریتس ناتسیونال پارک (به آلمانی: Müritz-Nationalpark) یک منطقهٔ مسکونی در آلمان است که در مکلنبورگ-فورپومرن واقع شده‌است.